# Grand Hôtel Europe
Pour les articles homonymes, voir Grand Hôtel et Hôtel de l'Europe (homonymie).
 (août 2024).
Si vous disposez d'ouvrages ou d'articles de référence ou si vous connaissez des sites web de qualité traitant du thème abordé ici, merci de compléter l'article en donnant les références utiles à sa vérifiabilité et en les liant à la section « Notes et références ».

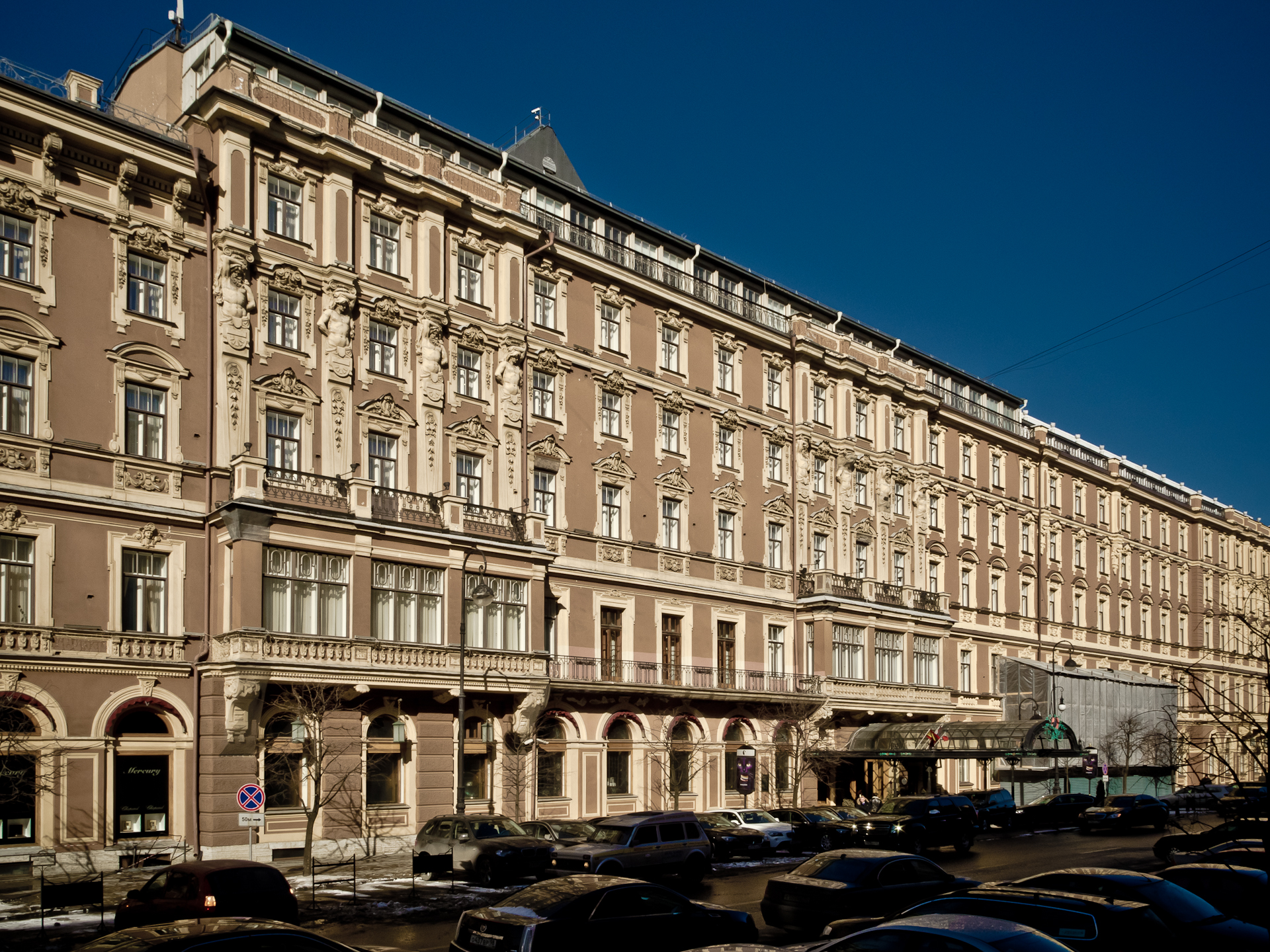
Façade sur la rue Mikhailovskaïa

Le Grand Hôtel Europe est un hôtel de luxe cinq étoiles situé à Saint-Pétersbourg à l'angle de la perspective Nevski et de la rue Mikhaïlovskaïa. Il a été construit en 1875 et est inscrit au patrimoine architectural de la capitale du Nord. Il appartient au groupe Belmond et porte désormais le nom de Belmond Grand Hotel Europe.

## Histoire

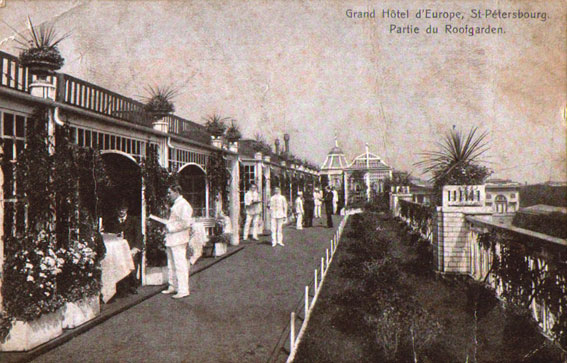
La terrasse en 1900.

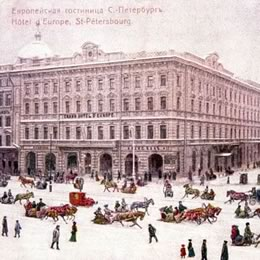
L'hôtel en 1900.

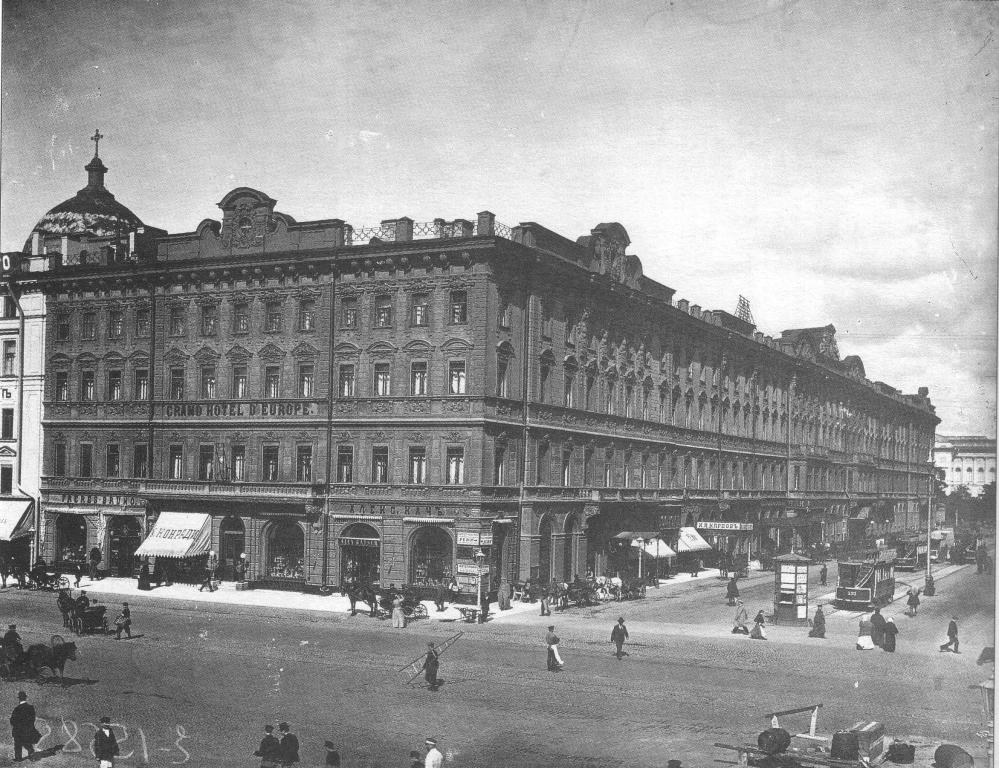
Le grand hôtel d'Europe en 1900 photographié par Bulla.

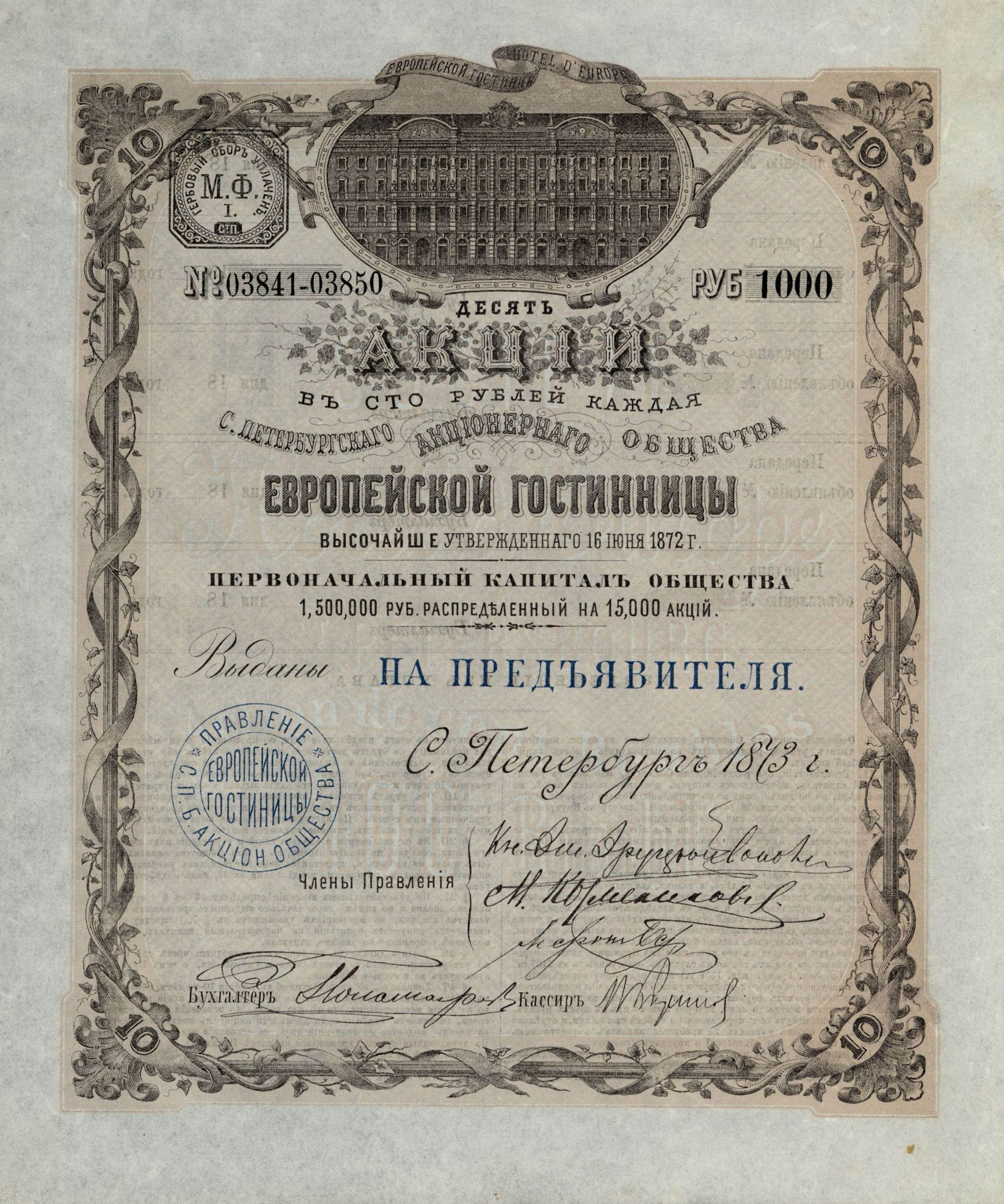
Action de la St. Petersburg compagnie "Hôtel de l'Europe" en date du 1873.

L'hôtel a été construit en 1873-1875 par Ludwig Fontana à l'emplacement de l'hôtel Klee et de l'immeuble de rapport Rogov, sous le nom de grand hôtel d'Europe. Il a été transformé en hôpital militaire pendant le siège de Léningrad avec 1 300 lits. Il a été restauré dans les années 1950, en particulier sa façade donnant sur la perspective Nevsky en harmonie avec les façades de Carlo Rossi. Du temps de l'URSS, il s'appelait Evropeiskaïa Hôtel,. Il a été entièrement restauré en 1991 par Victoria Strusemann, pour l'adapter aux normes internationales et à nouveau par le Français Michel Jouannet en 2005-2008.
Il comporte 300 chambres avec des appartements de luxe pouvant atteindre 3 700 euros la nuit[réf. nécessaire], et sept restaurants.
On compte parmi ses clients fameux Tourgueniev, Tchaïkovski, Claude Debussy, Bounine, H. G. Wells, Maïakovski, Prokofiev, Stravinsky, le roi Gustave V de Suède, Herbert von Karajan, Elton John, Jimmy Carter, Jacques Chirac, etc.[réf. nécessaire]